# Хегре, Петтер
Петтер Хегре (норв. Petter Hegre་; род. 8 сентября 1969, Ставангер, Норвегия) — известный норвежский фотограф в жанре ню.

## Биография
Хегре родился в городе Ставангер, Норвегия. Переехал в США на учёбу, закончил Брукский институт фотографии в Санта-Барбаре; прежде чем вернуться в родную Европу, работал в Нью-Йорке с Ричардом Аведоном. Издал шесть книг, работает на международных выставках. Жил и работал в Алгарви, Португалия. На 2013 год живёт в Барселоне.

## Фотография
Широчайшая коллекция работ Хегре представлена на его личном сайте, созданном в 2002 году. Сайт был переименован в «Hegre-Art» в декабре 2005 года.
5 августа 2004 года Хегре запустил проект «The New Nude», фотографии из которого были опубликованы в Global Media Publishing.

### Награды
- 2001 — «Фотограф года» по версии Erotic Prizes, 8-я ежегодная ню-премия.

### Книги
- Marketa, 2006;
- 100 Nude Models, 2006;
- 100 Naked Girls, 2004;
- Wild Shaven Angel, 2003;
- Luba, 2003;
- Russian Lolita;
- My Wife, 2000;
- My Book, 2000.

## Личная жизнь
Женат на украинской модели Любе Шумейко (р. 1982), есть сын. Ранее был женат на исландской модели Сванборг Форисдоттир (р. 1977), от первого брака есть две дочери.